# Charles Gustave Hardouin de Montguyon
Pour les articles homonymes, voir Hardouin.
Charles Gustave Hardouin de Montguyon, né le 14 octobre 1775 à Montfermeil et mort le 7 avril 1847 à Paris, est un homme politique français.

## Biographie
Charles Gustave Hardouin de Montguyon est le fils de Claude de Montguyon, chevalier, seigneur de Puiseaux, et de dame Jeanne-Gabrielle du Houx.
Propriétaire terrien et maire de Baron (Oise), il obtient en 1809 le titre de baron d'Empire. Élu député de l'Oise en 1830, il siège avec la majorité et se rapproche des orléanistes. 
En 1832, il est nommé pair de France et meurt avant la fin du régime.